# Cei șapte texani
Cei 7 Texani au fost un grup de prizonieri care au evadat din Unitatea John Connally, din apropierea orașului Kenedy, Texas, la data de 13 decembrie 2000. Au fost prinși puțin mai târziu, în perioada 21-23 ianuarie 2001, în urma programului de televiziune din SUA "America's Most Wanted".

## Membri
- Joseph Cristopher Garcia (născut 6 noiembrie 1971 în San Antonio, Texas), avea 21 de ani la momentul evadării.
- Randy Ethan Halprin (născut 13 septembrie 1977 în McKinney, Texas), avea 23 de ani la momentul evadării.
- Larry James Harper (născut 10 septembrie 1963 în Danville, Illinois) - decedat 22 ianuarie 2001 în Woodland Park, Colorado), avea 37 de ani la momentul evadării, 37 de ani la momentul când s-a sinucis și nu a fost prins în viață de către polițiști.
- Patrick Henry Murphy Jr. (născut 3 octombrie 1961 în Dallas, Texas), avea 39 de ani la momentul evadării.
- Donald Keith Newbury (născut 18 mai 1962 în Albuquerque, New Mexico), avea 38 de ani la momentul evadării.
- George Angel Rivas Jr. (născut 6 mai 1970 în El Paso, Texas - decedat 29 februarie 2012 la Huntsville, Texas), avea 30 de ani la momentul evadării și 41 de ani în momentul în care a fost executat prin injecție letala. A fost liderul grupului.
- Michael Anthony Rodriguez (născut 29 octombrie 1962 în San Antonio, Texas - decedat 14 august 2008 la Huntsville, Texas), avea 38 de ani la momentul evadării și 45 de ani când a fost executat.

## Evadare
Pe 13 decembrie 2000, cei șapte prizonieri au derulat o schema elaborata și au scăpat din închisoarea de stat de maximă siguranța, aflata în sudul statului Texas. La momentul evadării, George Rivas (30 de ani) ispășea 18 pedepse consecutive a câte 15 ani de închisoare. Michael Anthony Rodriguez (38 de ani) ispășea 99 de ani de închisoare în timp ce Larry James Harper (37 de ani) și Patrick Henry Murphy, Jr. (37 de ani) ispășeau 50 de ani de închisoare. Donald Keith Newbury, membrul cu cele mai multe capete de acuzație ispășea 99 de ani, iar cel mai tânăr membru, Randy Halprin (23 de ani) ispășea 30 de ani de închisoare pentru rănirea unui copil.  
Folosind câteva șiretlicuri bine ticluite, cei șapte condamnați au asaltat și privat de libertate 9 supraveghetori civili, 4 ofițeri de corecție și 3 prizonieri neimplicați, la aproximativ 11:20 AM. Evadarea a avut loc în timpul celei mai relaxate perioade ale zilei, atunci când supravegherea anumitor locații era diminuată. Majoritatea violențelor au fost puse în aplicare în următorul fel: unul din pușcăriași chema pe cineva, iar altul lovea persoana nesuspicioasă în cap, din spate. Odată ce victima cădea, deținuții îi luau hainele, o legau, îi puneau căluș și o duceau în camera generatoarelor, în spatele unei uși încuiate. 11 angajați ai închisorii și 3 deținuți neimplicați au avut parte de acest tratament. 
Apoi, 3 dintre membrii grupului și-au croit drum către poarta din spate a închisorii, fiind deghizați în haine civile. Au pretins că sunt acolo pentru a instala monitoare video. Unul dintre gardienii care erau atunci de serviciu, a fost indus în eroare, iar cei 3 au dat buzna în turnul de pază și au furat diferite arme. între timp, ceilalți 4 infractori au stat în spate, efectuând apeluri către celelalte turnuri de pază ale închisorii pentru a-i distrage pe gardieni. Apoi au furat camionul de mentenanța al închisorii conducând spre poarta din spate a închisorii și inducând în eroare gardienii au reușit să îi facă pe aceștia să le deschidă poarta, pornind în tromba și îndepărtându-se de penitenciar.
Camionul alb de mentenanța al închisorii cu care evadaseră cei 7 a fost găsit într-un loc de parcare al Wal-Mart în Kenedy, Texas. Mai întâi, cei 7 texani s-au dus în San Antonio, Texas chiar după ce au evadat. Realizând ca fug fără a avea niciun ban la ei, au jefuit un Radio Shack în Pearland, Texas în Greater Houston ziua următoare, pe 14 Decembrie.
Au hotărât sa jefuiască un magazin cu articole de sport Oshman, în apropiere de Irving, Texas. Pe 24 decembrie 2000, au jefuit magazinul, au legat și redus la tăcere tot personalul magazinului și au furat cel putin 40 de seturi de muniție. Un angajat care se afla în afara programului și se afla în afara magazinului a observat ce se petrecea înauntru și a sunat la poliție. Ofițerul de poliție Aubrey Hawkins a răspuns apelului și a ajuns câteva minute mai târziu la locul jafului, unde a picat într-o ambuscada. Autopsia care i s-a făcut putin mai târziu indica faptul că a fost împuscat de 11 ori. Hawkins moare la Parkland Memorial Spital în Dallas la puțin timp după ce ajunge.
După ce ofițerul Hawkins a murit, s-a pus la bătaie o sumă de 100.000$ pentru orice indiciu care putea conduce la grupul de criminali. Ulterior, suma a fost ridicata la 500.000$ înainte ca grupul să fie prins. 

## Prinderea și condamnarea
După ce cei 7 texani au apărut la televizor, pe postul America's Most Wanted, pe 20 ianuarie 2001, câțiva oameni au sunat confirmând faptul ca i-au văzut pe criminali la motelul Coachlight și la parcul de rulote în Woodland Park, Colorado. Inițial încercau sa pară misionari, ascultând muzica creștina, ajungând la urechile vecinilor.
FBI-ul împreună cu SWAT-ul din Denver i-au găsit pe Garcia, Rodriguez și Rivas într-un jeep Cherokee în parcul de rulote. Agenții federali i-au urmărit până la o benzinărie și i-au arestat. Apoi au fost găsiți Halprin și Harper tot în parcul de rulote. Halprin s-a predat pașnic, dar Harper a fost găsit mort; s-a împuscat în piept cu un pistol. Cei patru membrii care au supraviețuit au fost luat în custodia federalilor. 
Pe 23 Ianuarie, FBI a primit informația unde se ascundeau ultimii doi. Ei se ascundeau într-un Holiday Inn în Colorado Springs, Colorado. Un acord s-a iscat între cei doi, Newbury și Murphy, permițându-le să apară live la TV înainte ca ei să fie arestați. în orele următoare ale zilei de 24 Ianuarie, un reporter local al KKTV, Eric Singer a fost luat în hotel unde i-a intervievat pe cei doi cu telefonul. Amândoi au denunțat sistemul criminal din Texas, Newbury adăugând "Sistemul este la fel de corup ca noi."
în 2008, autoritățile i-au indicat pe Patsy Gomez și Raul Rodriguez, tatăl lui Michael Rodriguez pentru conspirație la ajutarea celor 7 texani.
George Rivas a fost condamnat la moarte după ce a fost extrădat înapoi în Texas. Ulterior, ceilalți 5 membrii ai grupului au fost condamnați de asemenea la moarte la fel ca Rivas.
Rodriguez a anunțat ca el și-ar dori să renunțe la orice cale speciala de atac a sentinței. El a fost supus unui control psihiatric în Ianuarie 2007, la ordinul instantei pentru a fi evaluat dacă a avut discernământ în momentul comiterii crimei. Răspunsul evaluării psihiatrice a fost ca el a avut discernământ și a fost competent din punct de vedere mental. A fost executat pe 14 august 2008, fiind primul membru executat. Rodriguez a fost condamnatul cu numărul TDCJ#999413 iar condamnarea sa la moarte a avut numărul TDCJ 698074.
Rivas, TDCJ#999394 a fost executat pe 29 februarie 2012 la 6:22 pm.
în martie 2012, membrii ramași în viata au fost mutați la închisoarea Polunsky aflata în West Livingston. Cei patru își așteaptă execuțiile.
- Garcia este condamnatul TDCJ numărul 00999411
- Halprin este condamnatul TDCJ numărul 00999453
- Murphy este condamnatul TDCJ numărul 00999461
- Newbury este condamnatul TDCJ numărul 00999403